# Sechelleptus seychellarum
Sechelleptus seychellarum (лат.) — вид двупарноногих многоножек, эндемик Сейшельских островов, где встречается на 14 мелких островах. Обитает в лесах, где является основным детритофагом На одном или нескольких островах, возможно, вымер. В 2000—2005 численность сокращалась, вероятно, в том числе из-за паразитизма со стороны мух. Крупнейшая из популяций обитает в национальном парке на острове Силуэт. Общая численность оценивается в 750 000 особей.
Взрослые многоножки обнаруживаются на земле и деревьях. Они прячутся от жары, зарываясь в грунт или скрываясь под камнями.